# Manžan
Manžan – wieś w Słowenii, w gminie miejskiej Koper. 1 stycznia 2018 liczyła 506 mieszkańców.